# Ella Wishes You a Swinging Christmas
Ella Wishes You a Swinging Christmas è il diciannovesimo album della cantante jazz Ella Fitzgerald, pubblicato dalla Verve Records nel 1960.
L'album vede la cantante interpretare alcuni classici di Natale, accompagnata dalla Frank DeVol Orchestra.

## Tracce
Lato A
1. Jingle Bells (J.S. Pierpont) – 2:21
2. Santa Claus Is Coming to Town (J. Fred Coots, Haven Gillespie) – 2:56
3. Have Yourself a Merry Little Christmas (Ralph Blane, Hugh Martin) – 2:56
4. What Are You Doing New Year's Eve? (Frank Loesser) – 3:32
5. Sleigh Ride (Leroy Anderson, Mitchell Parish) – 2:56
6. The Christmas Song (Mel Tormé, Bob Wells) – 3:00

Lato B
1. Good Morning Blues (Count Basie, Eddie Durham, Jimmy Rushing) – 3:15
2. Let It Snow! Let It Snow! Let It Snow! (Sammy Cahn, Jule Styne) – 2:43
3. Winter Wonderland (Felix Bernard, Richard B. Smith) – 2:16
4. Rudolph the Red-Nosed Reindeer (Johnny Marks) – 2:51
5. Frosty the Snowman (Steve Nelson, Jack Rollins) – 2:12
6. White Christmas (Irving Berlin) – 3:02

Bonus track riedizione 2002
1. The Secret of Christmas (Jimmy Van Heusen, Sammy Cahn) - 2:45
2. We Three Kings of Orient Are/O Little Town of Bethleham (Medley) (John Henry Hopkins, Lewis H. Redner, Phillips Brooks) - 3:35
3. Christmas Island (Lyle L. Moraine) - 2:18
4. The Christmas Song (Alternative take) - 3:41
5. White Christmas (Alternative take) - 3:44
6. Frosty the Snowman (Alternative take) - 2:11